# Музей-квартира Н. А. Некрасова
Мемориальный Музей-квартира Н. А. Некрасова, расположенный в доме № 36 по Литейному проспекту в Санкт-Петербурге — мемориальный музей, посвященный жизни и творчеству великого русского поэта и издателя Николая Алексеевича Некрасова. Филиал Всероссийского музея А. С. Пушкина.

## Описание музея
Музей находится в доме Краевского, в стенах которого находился центр русской литературы середины XIX столетия. Музей был создан в 1946 году по постановлению Совета Министров СССР в последней квартире поэта.
В этом доме Н. А. Некрасов прожил с 1857 года до своей кончины в 1877 году. Все эти годы в квартире поэта находилась редакция двух прогрессивных журналов: «Современника», задуманного и издававшегося ещё А. Пушкиным, и «Отечественных записок». В 1850-70 годы квартира Некрасова становится подлинным центром культурной и литературной жизни Петербурга. Здесь бывал весь цвет российской литературы второй половины XIX в.: И. С. Тургенев, Л. Н. Толстой, А. Н. Островский, Ф. М. Достоевский, М. Е. Салтыков-Щедрин, И. А. Гончаров и мн. др. известные поэты и писатели, сотрудники журналов. В редакции работали И. И. Панаев, Н. Г. Чернышевский, Н. А. Добролюбов. По меткому замечанию одного из современников, «история этих комнат есть история литературных отношений целой эпохи, история русской журналистики».
Это позволяет музейной экспозиции рассказывать не только о жизни и творчестве Н. А. Некрасова, но и о судьбах русской литературы и её наиболее ярких представителей в послепушкинскую эпоху. Здесь можно увидеть портреты поэта и его знаменитых современников, выполненные выдающимися русскими художниками И. Н. Крамским, К. А. Горбуновым, редчайшие документальные фотографии. Развёрнута экспозиция и в так называемой «панаевской половине» — комнатах, где с 1857 по 1862 годы жил и работал Иван Иванович Панаев, соредактор и друг Н. А. Некрасова (впоследствии в этих комнатах проживала будущая супруга поэта Зинаида Николаевна Некрасова). Представленные материалы рассказывают о жизни и творчестве этого талантливого писателя, поэта и журналиста. В целом фонды музея насчитывают свыше 11 тысяч единиц хранения.
Частью экспозиционных помещений музея также является «половина Краевского». Известный писатель, издатель и публицист А. А. Краевский и его дочь оказались последними хозяевами дома. С начала 1990 годов в бывшей квартире А. А. Краевского разместились выставочные залы, в которых музей проводит выставки петербургских художников и коллекционеров, музыкальные и поэтические вечера.

600 квадратных метров квартиры — это «три в одном»: Квартира Некрасова, редакция Современника и квартира издателя Панаева, который прожил рядом с писателем 5 лет. После его отъезда Некрасов выкупил и его помещения, а ранее, после расставания Панаева с женой связал свою жизнь с этой женщиной.— «Окно в Петербург»
Фольклорное название дома — «Пять Николаев», по числу мемориальных досок (Некрасов, Чернышевский, Добролюбов, Пирогов, Фигнер).
С 2019 года музей-квартира находилась на реставрации. В настоящее время музей-квартира открыта для посетителей.

## Выставки
- 1994 год — Выставка «Этюд в творчестве ленинградских художников 1940—1980 годов. Живопись».
- 1996 год — Выставка «Живопись 1940—1990 годов. Ленинградская школа» из собраний петербургских коллекционеров.
- 1995 год — Выставка «Лирика в произведениях ленинградских художников военного поколения».
- 1995 год — Выставка произведений художника Владимира Павловича Кранца.
- 1995 год — Выставка произведений художника Ростислава Ивановича Вовкушевского.
- 1997 год — «Памяти Учителя». Выставка петербургских художников-учеников мастерской Александра Осмеркина.
- 1997 год — Выставка произведений художника Бориса Васильевича Корнеева (1922—1973), к 75-летию со дня рождения художника.
- 1997 год — Выставка «Натюрморт в живописи 1950—1990 годов. Ленинградская школа».
- 1998 год — Русская деревня. Выставка произведений петербургских художников. Живопись. Графика.
- 2001 год — Художники круга 11-ти. Из коллекции Николая Кононихина.